# PZL TS-11 Iskra
PZL TS-11 Iskra — польський двомісний реактивний навчально-бойовий літак, основним призначенням якого була льотна підготовка пілотів ВПС.
PZL TS-11 був першим реактивним літаком, розробленим в Польщі. Робота з розробки літака почалася в 1957 р, перший прототип піднявся в повітря 5 лютого 1960 року. Наступні два прототипи в березні і липні 1961 р. Головним конструктором був Тадеуш Солтик — звідси і позначення TS.
TS-11 Іскра-біс випускався з 1963 р. Серійно вироблявся до 1987 року (побудовано 424 літаки). 50 літаків було експортовано в Індію в 1975 р, а потім ще 26 в 1990 році.

## Тактико-технічні характеристики

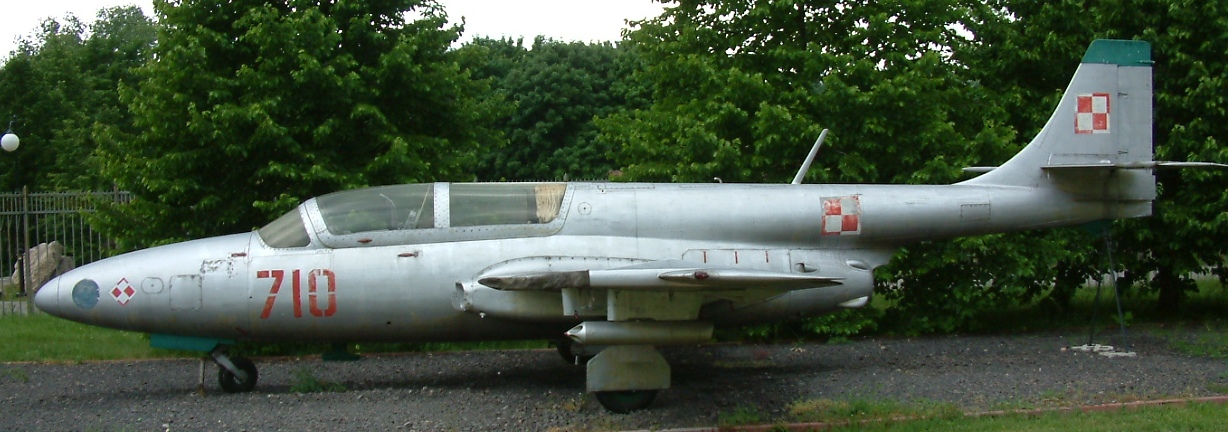

- Рік прийняття на озброєння — 1963
- Розмах крила — 10,06 м
- Довжина літака — 11,15 м
- Висота літака — 3,50 м
- Площа крила — 17,50 м²
- Маса, кг порожнього літака — 2560
- нормальна злітна — 3734
- максимальна злітна — 3840
- Максимальна швидкість, км/год на висоті 5000 м — 720
- Практична дальність — 1250 км
- Практична стеля — 11000 м
- Екіпаж — 2 чол.